# ドイツ海軍小型戦闘部隊
ドイツ海軍小型戦闘部隊（ドイツ語: Kleinkampfverbände der Kriegsmarine）または小型戦闘部隊コマンド（ドイツ語: Kommando der Kleinkampfverbände, K.d.D）:506、K戦隊（ドイツ語: K-Verbände）とは、第二次世界大戦中のドイツ海軍が有した部隊の1つである。海軍総司令部（OKM）直属の部隊として小型戦闘装備（Kleinkampfmittel, ゲリラ戦やサボタージュ攻撃のための小型特殊舟艇などを指す）の運用を担当し、例えば人間魚雷、フロッグマン、特殊潜航艇、特攻艇などがここに所属していた:505/506:30–31。1945年5月8日、ドイツ国防軍の武装解除により部隊は解散し、5月11日には最後の隊員であるフロッグマン2名が投降している:195。なお、最後の隊員の投降は5月12日であるとする資料もある:161。
K戦隊の設置はドイツ海軍の防衛重視の戦略の一環であり:505、総統アドルフ・ヒトラーからも支持されていた。1944年よりドイツ海軍は「針刺し戦術」（Nadelstichtaktik）と呼ばれる戦術を採用し、K戦隊はこの戦術の下で連合国側の輸送船、軍艦、商船等を沿岸部で襲撃した。潜水艦作戦に従事するUボートの支援もK戦隊の役割であった:515:30–32:38。

## 結成までの経緯と概念
1930年代、日本海軍では小型戦闘装備の概念に一致する様々な小型舟艇が開発され、1941年の真珠湾攻撃でも特殊潜航艇が使用されている。これらは太平洋戦争開戦に伴い一時削減されたが、やがて戦況悪化と共に主力艦艇の喪失が重なり、再び充実が図られた。また欧州戦線における最初の本格的な小型戦闘部隊は、1941年春に結成されたイタリア海軍の第10魚雷艇団（デチマ・マス）である。デチマ・マスは第一次世界大戦の戦訓から生まれた部隊であり、その結成から1943年のイタリア降伏までの間、地中海における唯一の有力な小型戦闘戦隊として活動した。また、その後もデチマ・マス隊員らはサロ共和国軍の一員として戦い続けた。イギリス海軍では、1942年春に小型戦闘部隊の編成を行なっている。これは鹵獲ないしサルベージによって入手されたイタリア製の人間魚雷および特殊潜航艇によって構成され、水中作業班（Underwater Working Party, UwWp）に所属していた。
ドイツ海軍が小型戦闘装備の開発調達および部隊編成に着手したのは1944年春のことだった。この際にはイタリア海軍のそれではなく:5、当時小型戦闘装備をより有効に運用しているとされたイギリス海軍の部隊が参考となった。
ドイツ海軍における小型戦闘部隊の編成が他国より遅れたのは、戦前から戦争初期にかけて海軍総司令官エーリヒ・レーダー提督がイギリス海軍に対向するべく主力艦艇の増強を重視するドクトリンを提唱していたことによる。1938年度および1939年度のZ計画では一定数の小型戦闘装備の調達も予定されていたが、それでも主力艦艇の増強に重点が置かれていた。

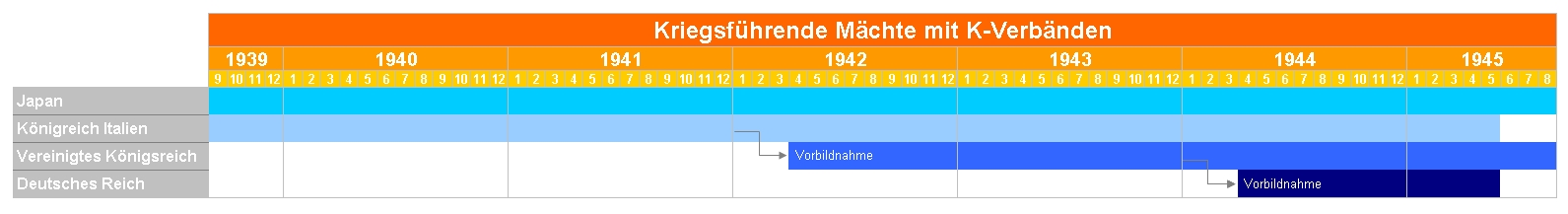
小型戦闘部隊の保有時期の比較。上から日本、イタリア、イギリス、ドイツ。

1943年1月30日、潜水艦士官出身のカール・デーニッツ提督が海軍総司令官に就任する。デーニッツはブリティッシュ・コマンドスのサン＝ナゼール強襲や北アフリカにおける連合軍特殊部隊の活動など、1942年末から1943年初頭にかけて行われた襲撃作戦の成功を踏まえ、初めてドイツ海軍における小型戦闘部隊の重要性を認めた。また、この時点でデーニッツは小型戦闘部隊について説明するにあたり、イギリスにて特殊作戦の指揮を執ったルイス・マウントバッテン提督の名を取り、マウントバッテン組織（Mountbatten-Organisation）なる表現を用いている:11。当時、大型艦船を建造しうる大規模な造船施設はいずれも連合国軍の空襲を受けて破壊されており、新たに設置された地下造船所ではUボートや小型船舶しか建造することができなかった。さらに当時の戦況を踏まえ戦車や戦闘機の製造がUボートの製造よりも優先されており、海軍に割り当てられる鉄鋼などの資源は常に不足していた。こうした国内の事情に加え、イタリア軍やイギリス軍が実戦で小型戦闘部隊の有用性を示していたこともデーニッツの決断を後押しした。イタリアやイギリスでは、極少人数の特殊部隊員と少数の小型船舶を用い、敵の大型艦船を破壊ないし撃沈することに成功していた。まもなくしてデーニッツは、いわゆるヨーロッパ要塞への侵攻を阻止あるいは妨害するべく、ドイツ本国および占領地の沿岸部で安価かつ生産性の高い小型戦闘装備の製造を開始させた。
小型戦闘装備の調達にあたり、次のような事項が想定・考慮された:30–31:13。
- アメリカが有する大量の軍需物資と彼らが実現するであろう航空優勢の下、敵橋頭堡においてドイツ軍部が従来想定されてきた戦術を展開する事は不可能である。恐らく上陸地点には十分な絨毯爆撃が行われ、これによりドイツ軍の反撃が遮断され、上陸部隊はさらに一帯の確保を進めていくだろう。
- こうした橋頭堡への攻撃を試みる際、主に敵供給に焦点をあてる。連合国軍の航空優勢を覆すことは不可能なので、敵供給線を遮断する唯一の手段とは水中兵器による攻撃である。この際、敵船団がごく狭い沿岸地域に集中せねばならない点は我が方へ有利に働く。すなわち、航続距離は必要としないが、敵船団に対して最大級の爆発力を発揮しうる装備を搭載した潜水兵器が必要となる。
- 連合国軍の上陸地点は推測するほかにない。したがって、大量のトラックや鉄道を用いずとも任意の時点で、また一晩で当該の地点へ大量に展開しうる水中兵器は極めて有効である。この点から、大掛かりな設備がなくとも進水を行えるようにしなければならない。

1943年9月のイタリア侵攻および1944年6月のフランス侵攻における連合国軍の上陸作戦ではドイツ海軍が想定した通りの状況が展開したが、その時点でドイツ海軍K戦隊の本格的な展開は行われなかった。

## 装備

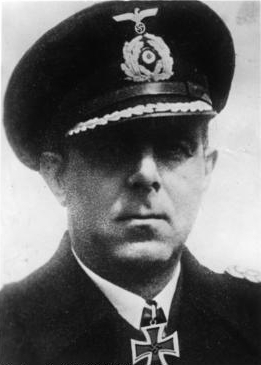
ヘルムート・ハイエ

「小型戦闘装備」（Kleinkampfmittel）という概念自体の起源は、第一次世界大戦中にイタリアが使用した人間魚雷ミグナッタまで遡る。第一次世界大戦敗戦後の共和国時代の1929年には海軍統帥部（Marineleitung）が人間魚雷の運用に関する最初の草案を提出している。しかし、この提案はヴェルサイユ条約に抵触するおそれがあるとして採用されなかった。1938年動員の際にはエーリヒ・レーダー提督を海軍総司令官に迎えた海軍総司令部に対して再び人間魚雷運用の提案が行われたが、何らかの理由から拒否されている。その後の数年間も人間魚雷運用について複数回の提案が行われたが、いずれも採用はされていない。1941年10月にはドレーゲルヴェルクのハインリッヒ・ドレーゲルが海軍総司令部に宛てて複数の特殊潜航艇設計案を提出しているが、これらも全て却下された。しかし、1943年1月30日に潜水艦士官出身のカール・デーニッツ提督が海軍総司令官に就任すると、デーニッツの命を受けて海軍上層部では方針の転換に乗り出した。デーニッツは1月30日の就任式直後の会議でも小型戦闘装備の潜在的優位性を指摘している。また、同じ会議の中でそれらを運用する小型戦闘部隊の編成はヘルムート・ハイエ少将の下で行われるべきであるとの希望を述べている。ただし、ハイエは当時北方海軍集団司令部（Marinegruppenkommandos Nord）に参謀長として勤務しており、小型戦闘部隊の編成はそれよりも重要度が低い任務と見なされていたため、エーバーハルト・ヴェイヒオルト中将が最初の編成責任者に選ばれた。この際、「小型戦闘部隊」（Kleinkampfverbänden）およびその略語である「K戦隊」（K-Verbände）という用語が初めて使用された。「K戦隊」は部隊の発展に向けて以下の優先順位を定めていた。
- イギリス製をモデルとした実用的な特殊潜航艇の開発製造、および担当企業の選定[2]:32[9]:17。
- 様々な用途に使用しうる小型魚雷艇の調達。イタリア製特攻艇をモデルとした小型高速艇を含む。
- 海軍特務コマンド（Marineeinsatzkommando, M.E.K.）の訓練。特務コマンドはイギリス軍特殊部隊をモデルとした部隊で、敵地沿岸へと潜水艦で接近した後に小型舟艇を用いて上陸を行い、レーダー施設や沿岸砲、港湾施設などへの襲撃を行うことが任務とされていた[2]:74[9]:17。

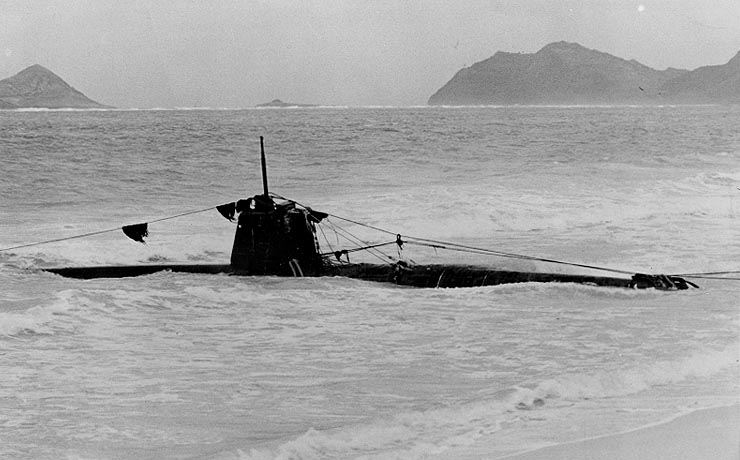
日本製の特殊潜航艇、甲標的。

ドイツ海軍には小型戦闘装備開発のノウハウがなかったため、海軍総司令部は東京の駐日ドイツ大使館に駐在武官として勤務していたパウル・ヴェネッカー提督に連絡を取り、日本海軍の特殊潜航艇「甲標的」（Typ A）に関する情報を収集するように命じた。1943年4月3日、何度かの交渉の末、日本海軍はヴェネッカーおよび駐日イタリア海軍武官に対して甲標的見学の許可を与えた。しかし技術仕様に関する情報の開示は拒否され、この見学で得られた情報はごく僅かなものに過ぎなかった。その後も日本海軍が非協力的な態度を取り続けたことでドイツ海軍総司令部は方針転換を強いられ、イギリス海軍が有した先進的な小型戦闘部隊がK戦隊のモデルとして選ばれることとなる。また、イタリア海軍からは特攻艇開発に関する情報のみを得た。
これと同時期、ハイリンゲンハーフェンにてハンス・バルテルズ海軍少佐を指揮官とする最初の小型戦闘部隊ハイリンゲンハーフェン特務隊（Einsatzabteilung Heiligenhafen）が設置された。部隊は30名の陸海軍将兵で構成され、2個中隊に分割されていた。第1の中隊はバルテルズ自身が指揮を執り、また第2の中隊はミヒャエル・オプラデン海軍中尉（Michael Opladen）が指揮を執った。特務隊の任務はイタリア沿岸およびアドリア海における特殊襲撃作戦であり、海軍特務コマンドの直接の前身にあたる。特務隊は東部海軍上級司令部（Marineoberkommando Ost）の指揮下にあった。極秘部隊として扱われていたため、隊員は家族を含む全ての民間人との接触を絶たねばならず、外出および休暇にも恒久的な制限が課されていた。当初は東部戦線から派遣された戦闘経験豊富な陸軍工兵らによる教育が行われ、後には自動車整備、無線技能、体育、水泳、白兵戦など特殊技能の教官も招かれた:17–18。
1943年9月21日、イギリス海軍がX艇として知られる特殊潜航艇を用いて独戦艦ティルピッツへの攻撃を試みた（ソース作戦）。この攻撃でティルピッツは重大な損傷を受け、こうした攻撃が大型艦船に対しても十分に有効であることを示した。また同作戦中、X艇のうち数隻がドイツ海軍の哨戒艇と遭遇した後に沈没しており、ドイツ海軍ではこれを秘密裏に引き上げ、ここから得られた情報によってドイツ最初の特殊潜航艇「ヘヒト」が開発されるに至ったのである。
1944年4月、ハイエが海軍総司令部付特殊戦総審査官（Generalreferenten Sonderkampfmittel im OKM）および小型戦闘部隊司令長官（Kommandierenden Admiral der Kleinkampfverbände der Kriegsmarine）に就任し、K戦隊の指揮官となる。前任者ヴェイヒオルトが既に部隊の大まかな編成を完了しており、ハイエの任務はこれをさらに洗練していくことであった。彼はより多くの装備および人員の早急な確保を行うべく各地の訓練施設を巡り、隊員として望ましい将校や下士官の勧誘を行なった:23。

## 装備の開発および製造
| ドイツの特殊潜航艇開発  |                           |                         |                               |
| ヘヒトHecht 1944年5月 - | ビーバーBiber 1944年5月 - | モルヒMolch 1944年6月 - | ゼーフントSeehund 1944年9月 - |
| U-Boot Typ Hecht        | U-Boot Typ Biber          | U-Boot Typ Molch        | U-Boot Typ Seehund            |

ドイツ海軍における最初の特殊潜航艇ヘヒトは、鹵獲されたX艇の情報を基に設計された。ヘヒトは魚雷やリムペットマインを搭載、使用することが可能だった。1943年11月21日、ベルゲン沖で作戦行動中だった英海軍ウェルマン潜水艦W-46号は漁網が絡まったことで浮上を余儀なくされ、ドイツ海軍の巡視艇によって無傷のまま鹵獲された。ヘヒトに次ぐ第2の特殊潜航艇ビーバーはW-46号の情報を基に設計された。以降の特殊潜航艇は、いずれもヘヒトとビーバーを基に開発されていくこととなる。ビーバーと同時期、ドイツ海軍における最初の人間魚雷ネガーの開発が行われていた。リヒャルト・モーア（Richard Mohr）が設計した1人乗り人間魚雷の量産は1944年3月18日にヒトラーの承認を得た。また、この際にヒトラーは50隻の特殊潜航艇も同時に製造するようにと命じている。
モーアはG7魚雷を始めとする既成装備の構造を参考にしつつネガーの設計を行い、1944年3月に最初の試作品が完成した。この試作品はエッカーンフェルデにてヨハン＝オットー・クリーク中尉による運用試験を受け、潜水能力の欠如など複数の問題点が指摘された。しかし、海軍総司令部ではネガーの簡素な設計を評価して、まもなく「実戦配備可」（frontreifen）と分類した。ネガーの最初の操縦士候補40名は陸軍および武装親衛隊から募集された。彼らには航海術や魚雷運用など関する特別教育が施された。こうした教育のためには海軍の練習船が使用され、例えば1944年6月15日からは練習船スピカ（元貨物船オルラ）が使用されている。演習は主に夜間行われたが、演習中にも技術不足から候補生に数名の死者が出ている。1944年8月、ハイエの許可を得たクリーク中尉によって第361K艇団（K-Flottille 361）の設置が行われた。
K戦隊に配備される小型戦闘装備は多くのメーカーによって製造された。その中には特攻艇や高速艇用のモーターを製造するイタリア企業もあった。しかし1944年になるとパルチザン活動の激化と戦線後退の影響から、イタリア企業での十分な製造は行えなくなっていた。
K戦隊の装備を製造したメーカーと所在地
| - 水雷研究所（Torpedoversuchsanstalt） - ズーレンドルフ（Surendorf） - フレンデル＝ヴェルケ - リューベック - DESCHIMAG - ブレーメン - ゲルマニア造船所 - キール - ホヴァルツヴェルケ＝ドイツ造船 - キール - シーシャウ＝ヴェルケ - ケーニヒスベルク | - クレックナー＝フンボルト＝ドゥーツ＝ヴェルケ - ウルム - ブーシンクNAG - エルビンクおよびブラウンシュヴァイク - ジンメリンク - グラーツ - パーカー（Parker） - ウィーン - AEG - フランクフルト・アム・マイン - アダム・オペル - リュッセルスハイム | - フォードヴェルケ - ケルン - アルファロメオ - トリノ - フィアット - トリノ - アンサルド造船所 - ジェノヴァ - バリエット造船所（Baglietto） - ヴァラッツェ - C.A.B.I. - ミラノ |

小型戦闘装備の調達数
| 小型戦闘装備の調達数 |           |           |           |           |           |            |            |            |           |           |           |           |          |
| 艇種                 | 1944年5月 | 1944年6月 | 1944年7月 | 1944年8月 | 1944年9月 | 1944年10月 | 1944年11月 | 1944年12月 | 1945年1月 | 1945年2月 | 1945年3月 | 1945年4月 | 合計     |
| モルヒ               | –         | 3         | 8         | 125       | 110       | 57         | –          | 28         | 32        | –         | –         | –         | 363:182  |
| ビーバー             | 3         | 6         | 19        | 50        | 117       | 73         | 56         | –          | –         | –         | –         | –         | 324:182  |
| ヘヒト               | 2         | 1         | 7         | 43        | –         | –          | –          | –          | –         | –         | –         | –         | 53:182   |
| ゼーフント           | –         | –         | –         | –         | 3         | 35         | 61         | 70         | 35        | 27        | 46        | 8         | 285:185  |
| リンゼ               | 36        | –         | 72        | 144       | 233       | 385        | 222        | 61         | 37        | 11        | –         | –         | 1201:200 |
| MTM                  | –         | 10        | 45        | –         | 50        | 58         | 50         | 52         | 83        | –         | –         | –         | 348:200  |
| SMA                  | 1         | 16        | 3         | 4         | 3         | 7          | 6          | 7          | 16        | –         | –         | –         | 63:200   |
| ヒドラ               | –         | –         | –         | –         | –         | –          | –          | –          | 13        | 11        | 9         | 6         | 39:200   |
| 合計                 | 42        | 36        | 154       | 366       | 516       | 615        | 395        | 218        | 216       | 49        | 55        | 14        | 2676     |

## 肉体的・心理的問題
小型戦闘装備の搭乗員はK乗員（K-Piloten）あるいは口語的に「船長」（Kapitäne）と呼ばれていた。運用試験や訓練の最中、小型戦闘装備の狭さは閉所恐怖症やパニック障害、不安障害など、K乗員らに深刻な心理上の問題を引き起こした。排便など生理的欲求の処理も大きな問題であった。K乗員は深刻な鼓腸および放屁に悩まされ、これを防ぐために様々な食事改善が試みられた。排泄は艇内に設置された箱に行い、浮上航行の際に投棄することとされていた。しかし、これも実際には難しく、特にゼーフントの乗員は浮上の際に流れ込んだ海水、ディーゼル蒸留残渣、漏出油、糞尿、吐瀉物などが交じり合ったものに腰まで浸かることさえあった。不衛生な艇内環境によって重病に陥るK乗員も少なくなかった。そのため、K乗員には肉体的・精神的な強さが求められ、厳しい訓練が課されることとなる。彼らの訓練は朝の10,000m走から始まり、白兵戦訓練、30km夜間行軍などが続いた。演習準備なども含めると、1日20時間以上の訓練が課されたこともあった:42/43。
こうした問題の対策として、D-IX錠剤の支給が実験的に行われた。D-IXはオキシコドンとコカイン、メタンフェタミンを配合した軍用強壮剤である。これを使用した場合、K乗員は2日から3日間ほどは多幸感に満たされるが、その後は疲労困憊に陥ったという。また、数日間連続での作戦活動が予想されるゼーフント乗員にはペルフィチン（Pervitin）やイソファン（Isophan）として知られる純粋なメタンフェタミンの錠剤が支給されたが、これらの薬物は幻覚症状などを引き起こす危険性があった。ペルフィチン投与の実験は、1938年9月にベルリンの軍事医学学校にて90人の海軍将兵を被験者として行ったものが最初とされる。1944年にはスポーツ選手およびザクセンハウゼン強制収容所収容者にまで実験対象が拡大された。その結果、ペルフィチン投与は中枢神経系への障害を引き起こす可能性が高いと判断された。そして代替品としてショカコーラが提案され、またペルフィチンの投与については慎重に判断し、ごく少量ずつ処方することとされた。ショカコーラはカカオ52.5％とカフェイン0.2％を含むチョコレートである。第二次世界大戦中、覚せい剤は軍用強壮剤として広く投入されていた。東部戦線でも長距離を運転する軍用トラックの運転手のために覚せい剤の支給が行われた。また、アメリカやイギリスでも同種の薬物が支給されていたという:75:111。

## 組織
K戦隊ではK戦隊司令部（Befehlsstab der K-Verbände）を頂点として、その配下に指揮幕僚監部（Führungsstab）、人事部（Personalbüro）、需品部（Quartiermeisterstab）などが設置されていた。また地域ごとの指揮を執る小型戦闘装備幕僚部（Kleinkampfmittelstäbe）が各地に設置されており、これはK幕僚部(K-Stäbe)の略称で呼ばれた。その他には複数の教導部隊（Lehrkommando）や海軍特務コマンド（Marineeinsatzkommando）、K艇団（K-Flottille）、K師団（K-Division）などの下級編成があった。
K戦隊は複数の下級編成を擁していたが、その戦力は特殊潜航艇、特攻艇、フロッグマンの3分類が大部分を占めていた。これはイタリアのデチマ・マスの部隊構成に倣ったものである。K戦隊向け装備の研究開発機関も設置されており、そこで提案された装備の一部は実戦に投入されたが、大半は実現しないまま敗戦を迎えることとなる。
| K戦隊の部隊種別                                                                    | |                                                  | |                                             |
| 特攻艇                                                                             | Sボート | 人間魚雷                                         | 特殊潜航艇 | 特務コマンド                                |
| - リンゼ - M.T.M.（伊製） - M.T.R.（伊製） - M.T.R.M.（伊製） - トルナード（試作） | - ヒドラ - M.T.S.M.（伊製） - M.T.S.M.A.（伊製） - シュリッテン（試作） - ヴァル（試作） - ゼードラッヘ（試作） - コブラ（試作） | - ネガー - マーダー - SLC（伊製） - ハイ（試作） | - ビーバー - ゼーフント - ヘヒト - モルヒ - デルフィン（試作） - シュヴェルトヴァル（試作） - ゼートイフェル（試作） | - フロッグマン - 海中戦闘員（Kampftaucher） |

## 兵力

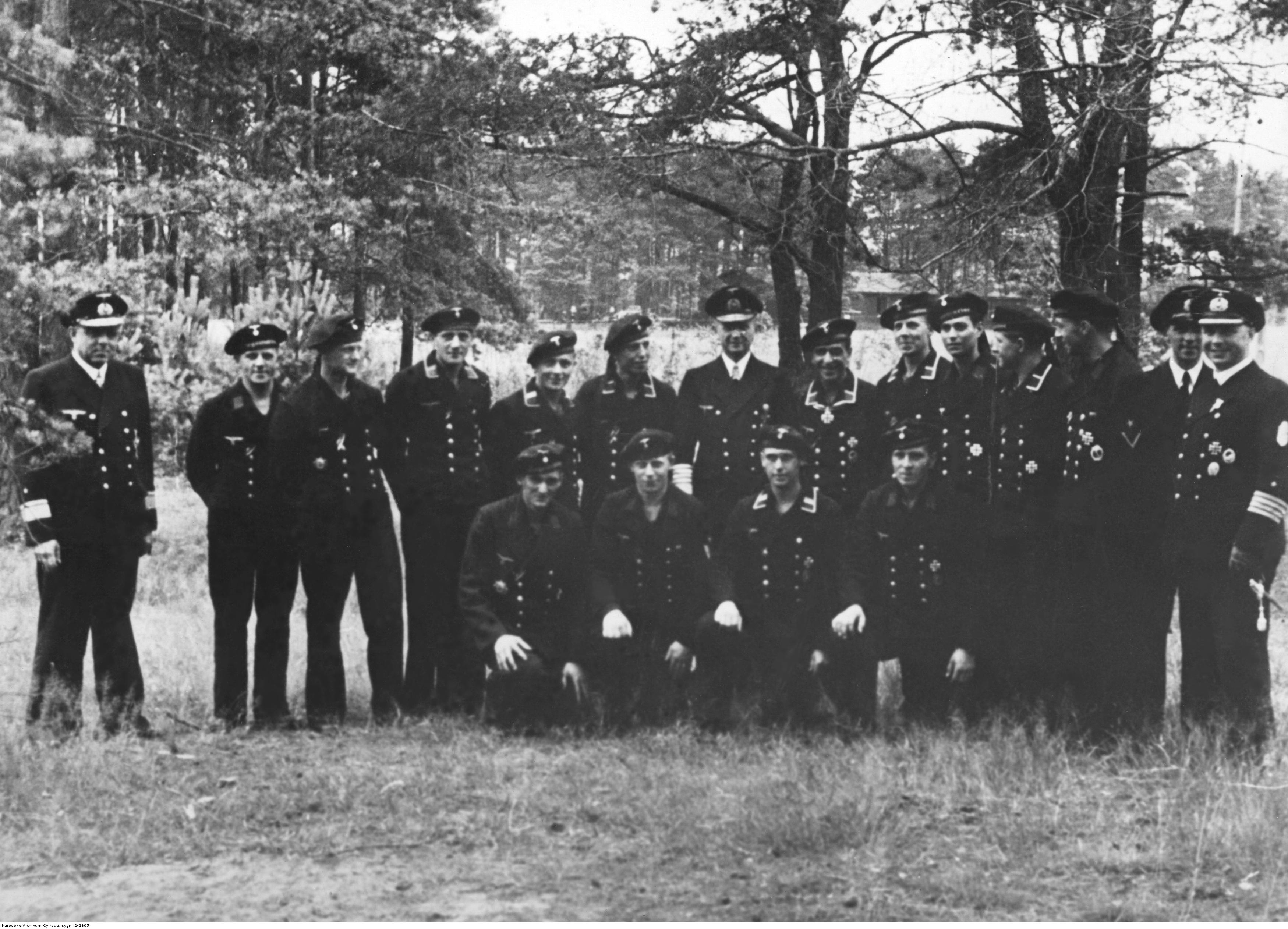
K戦隊員ら。後列左から7人目はデーニッツ、後列左端はハイエ（1944年7月）

当初、ハイエはK戦隊が所定の任務を遂行するために将兵17,402人（士官および士官候補生794人、下士官兵16,608人）が必要だと計算した。内訳の大半は自動車運転手、事務員、修理要員などの地上勤務要員であった:507。この要請を受けたデーニッツはハイエに対する全面協力を約束している。ただし、通常潜水艦指揮官の募集は失敗に終わった。K戦隊は志願者のみで構成されており、各種広告やポスターを通じ隊員募集を行っていた。結成時の兵員は数百人程度だったが、1944年10月頃には地上勤務要員を含めて8,000人程度まで拡大していた:164。兵員の詳しい配属状況については人事関連の文書が失われているために不明である。ただし、舟艇部隊については多少の記録があり、年次毎の兵員の推移が推測できる。1944年12月中頃にはスヘルデ川に221隻の舟艇が展開しており、これが1945年1月末頃には263隻へと増加している。この数字はおおむね操縦士の人数に一致するとされる。
敗戦直前の記録には、その他にも具体的な数字がいくつか出てくる。例えば1945年5月6日には、エイマイデンにてK戦隊の将兵3,000人（大半がゼーフント艇団の人員）が捕虜になったという。この時の捕虜の人数として5,000人という数字を出している資料もあるが:123、これは空軍や陸軍、海軍の他部隊の人員を合わせた数字だという。1945年5月8日には、ノルウェーで2,485人のK戦隊将兵が投降した:342–343。1945年5月頃にアドリア海沿岸でK戦隊の一部が陸軍と共に戦ったという記録もある。そのほか、海軍特務コマンド、各教導部隊の教官、第1ヒドラ船団などの兵力については不明である。また、敗戦までに450人のフロッグマンが訓練を完了した:123。これらの数字から、敗戦時のK戦隊の総兵力は10,000人程度であったと推測されている。このうちおよそ2,500人が操縦士であり、さらに250人はゼーフントの操縦士であった。なお、敗戦時の兵力について16,000人という数字を出している資料もある:5。

## 記章・制服など

左袖に着用するK戦隊戦闘章略章。これは2度出撃済を示すものである

当時、既に戦況が悪化していたこともあり、新しい制服類は定められなかった。また、K戦隊の将兵は兵科章や階級章をほとんどの場合において着用しなかった。これはハイエが隊員各自に秘密部隊の兵士である自覚を求めるべく講じた措置である。また、K戦隊には様々な階級の将兵が所属していたため、彼らの間から階級による隔たりを取り除く目的もあったという:19。
選抜されたヒトラーユーゲント団員によって構成された第611K艇団（K-Flottille 611）または第1Sボート艇団（1. Sturmboot-Flottille）として知られる部隊では、「Hitlerjugend」の袖章を着用することが青年全国指導者アルトゥール・アクスマンおよび海軍総司令デーニッツにより認められていた。袖章のデザインは布地が海軍式の紺色である以外は第12SS装甲師団のものと同様であった。ただし、戦闘中は「保安上の理由」、すなわち連合国軍による逮捕後の報復などを避けるために着用されなかった:62。

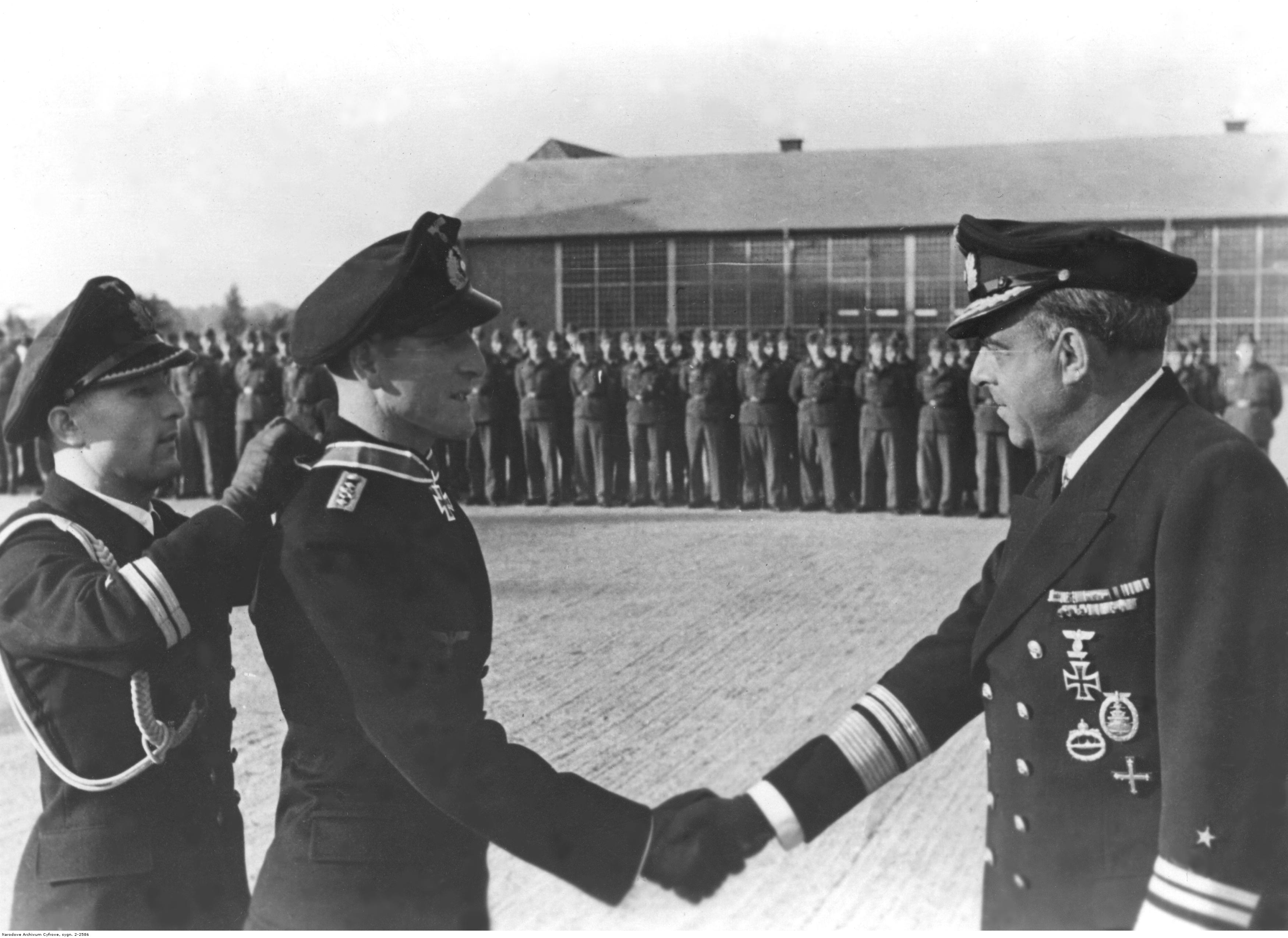
騎士鉄十字章を授与される人間魚雷乗員ヘルベルト・ベルラー。右はハイエ提督（1944年9月）

勲章等は他の部隊と異なる基準をもって授与された。通常、商船ないし駆逐艦の撃沈に成功した場合はドイツ十字章金章が授与された。巡洋艦の撃沈に成功した場合は攻撃当事者への騎士鉄十字章授与が期待できた。一級および二級の鉄十字章は、最初の出撃後に同時または個別に授与された。この授与には作戦自体の成否は関係しない:175/176。連合国軍によるノルマンディー侵攻の過程で6人のK戦隊将兵が騎士鉄十字章のうち比較的低級なものを授与されているが、それ以降の受章者はいない。一方でドイツ十字章金章は敗戦までに数十人ほどの受章者が出ており、ノルマンディー侵攻に関連したものだけでも13人の受章者がいる。特にフロッグマンとゼーフント乗員に受章者が多かった。攻撃任務中に負傷した場合は戦傷章が授与された。1944年11月末まで、K戦隊将兵には他の兵科のような戦闘章（Kampfabzeichen）が定められていなかった。当初はUボート乗員と同じ潜水艦作戦章の授与が計画されていたが、特攻艇乗員やフロッグマンも所属するK戦隊の戦闘章には相応しくないとして却下された。1944年11月30日、K戦隊のための新しい戦闘章（K戦隊戦闘章）が制定された:26。この戦闘章では、国章でもあった「鉤十字を掴むライヒスアドラー」のデザインは取り入れられず、K戦隊のシンボルであるノコギリエイのデザインが採用されている。

## 活動

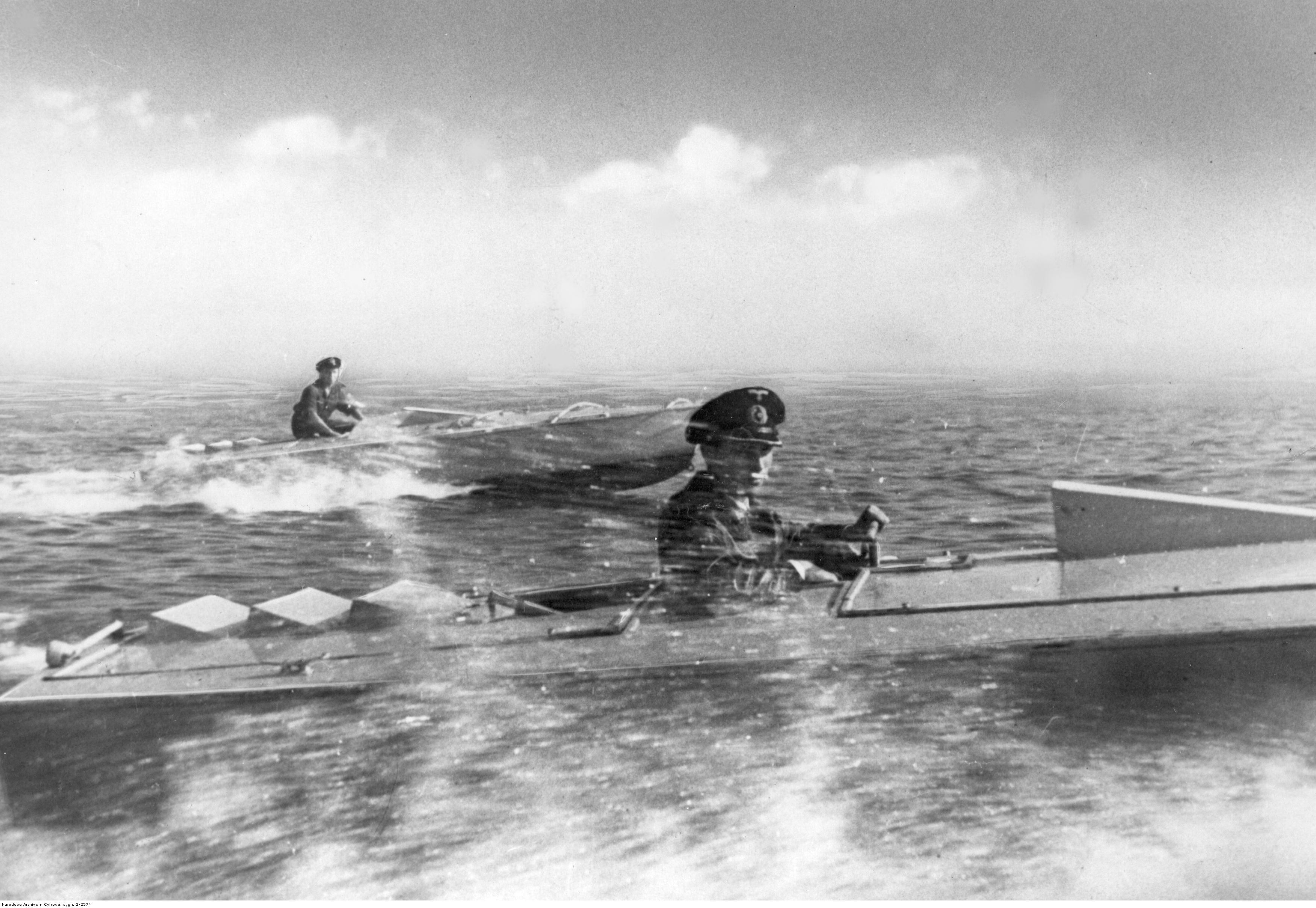
訓練中のリンゼ特攻艇乗員（1944年9月）

K戦隊による本格的な作戦行動は、1944年4月にアンツィオ方面で行われたものが最初であった。当時アンツィオではアメリカ軍を主力とする連合国軍部隊の上陸（アンツィオの戦い）が進められており、K戦隊は橋頭堡への供給を遮断あるいは少なくとも妨害するべく展開した。同年7月から8月にかけてはノルマンディー方面に展開したが、K戦隊は連合国軍に有効な打撃を与えることができないまま大損害を被る。結局、この時の作戦行動が戦況を左右することはなかった。8月末から9月初頭、ドイツ軍が中央あるいは東フランスへと撤退し始めると、K戦隊はオランダ沿岸に移動して再編成を受けた。10月、スヘルデ川河口で起こった海戦にビーバーおよびリンゼが主力部隊と共に投入された。1945年1月、新設のゼーフント部隊がオランダに到達する。この部隊は以後4月末までオランダ沖からテムズ川河口の海域に展開し、苦戦を強いられつつも一定の戦果を上げている。それ以外のK戦隊戦力（主にマーダー、リンゼ）は地中海およびアドリア海に展開して散発的な攻撃を行っていたが、十分な戦果を上げることが叶わぬまま敗戦を迎えた。南フランスおよびクロアチア沿岸でも複数の作戦が実行されているが、ほとんどが大損害を受けて失敗に終わっている。フロッグマン部隊は1944年6月から前線各地で様々な作戦を展開した。その結果は様々だが、船舶部隊に比べれば成功率は高かった。ノルウェー方面にもK戦隊の一部が残留していたものの、彼らが敗戦までに本格的な作戦を展開することはなかった。また、大戦末期にはK戦隊の戦力が東西両戦線の河川防衛に投入され、撤退時の橋梁破壊などに従事した。こうした任務においてはフロッグマンが特に重要な役割を果たすことが多かった。

## 戦果
| 兵器種別ごとの戦果（フォックの著書に基づく）:182 |                                                                         |                   |
| 兵器種別                                         | 撃沈                                                                    | 損傷              |
| 人間魚雷                                         | 巡洋艦 x 1 駆逐艦 x 2 高速艇 x 3 商船 x 1 トロール船 x 1 武装揚陸艇 x 1 | –                 |
| 特殊潜航艇                                       | 駆逐艦 x 1 商船 x 9                                                     | 商船 x3           |
| 特攻艇                                           | –                                                                       | モニター艦 x 1    |
| 合計                                             | 19隻（18,451トン）                                                      | 4隻（18,384トン） |

K戦隊はプロパガンダで語られたほど華々しい戦果を上げた部隊ではなかった。ゼーフントはK戦隊において最も有望な計画と考えられていたが、実際には設計上の欠陥も多く、期待されたほどの戦果を上げることはなかった。K戦隊の戦果についてはいくつかの異なった数字が主張されている。撃沈数は15隻から19隻とされ、撃沈トン数も大きく異なる。ローレンス・パターソン（Lawrence Paterson） の著書とヘルムート・ブロックスドルフ（Helmut Blocksdorf） の著書では、最終的な統計は示されず、個々の作戦における撃沈および損傷の記録が纏められている。別の出典には、1945年4月中にゼーフント部隊が上げた戦果についておよそ120,000トンという推測がある。これに類似したものとして、1944年12月から1945年4月にかけてビーバー部隊がおよそ95,000トンの戦果を上げたとする「楽観的」な推測もある:187。リンゼ部隊はノルマンディー方面において12隻を撃沈したと推測され、この中には4万トンのタンカーと英駆逐艦HMSクォーン、英掃海艇HMSギアゼイが含まれる。2隻の英軍艦については撃沈が確認されているものの、タンカーについては不明である:67:81。
連合国軍の戦略に影響を及ぼさなかったことや、最終的な損害が戦果を上回っていることを考慮すると、K戦隊の戦力としての効率は非常に悪かったとされる:518。V・E・タラント（V. E. Tarrant）は稚拙な作戦計画を問題点として挙げ、「効率の悪さを疑う勇気」が欠落していたのだと指摘している:273。ゼーフントについても、開発時に期待された運用を誰も実現できなかったのだとしている:233。タラントの著書『Das letzte Jahr der deutschen Kriegsmarine Mai 1944 bis Mai 1945』では、K戦隊の戦果として42隻撃沈と6隻損傷という数字が推測されているが、撃沈トン数は計算されていない。この数字はウィリアム・L・シャイラーの著書『第三帝国の興亡』から引用されたものである。ヴェルナー・ラーンはタラントの著書から数字を引用しつつ、1945年1月から5月にかけてのゼーフントによる撃沈トン数として18,451トンという数字を加えた:515。この差は1945年4月末までの記録を基に推測を行ったタラントに対し、ラーンが5月8日の降伏までの記録を基としたためだとされる。ハラルト・フォック（Harald Fock）は著書『Marine-Kleinkampfmittel』の中で、K戦隊が1944年4月から1945年5月にかけて駆逐艦ラ・コンバタントを含む19隻の船舶を撃沈し、4隻を損傷させたとしている:182。ただし、連合国側の記録では、ラ・コンバタントの沈没は触雷によるものとされている:152。
K戦隊の活動に関する月別統計
| 1944年4月:505 |      |      |      |      |
| 種別          | 出撃 | 損害 | 撃沈 | 損傷 |
| ネガー        | 23   | 10   | –    | –    |
| 合計          | 23   | 10   | –    | –    |

| 1945年1月:261    |      |      |      |      |
| 種別             | 出撃 | 損害 | 撃沈 | 損傷 |
| ゼーフント       | 44   | 10   | 1    | –    |
| ビーバー、モルヒ | 15   | 10   | –    | –    |
| リンゼ           | 15   | 7    | −    | –    |
| 合計             | 74   | 27   | 1    | –    |

| 1945年2月:264    |      |      |      |      |
| 種別             | 出撃 | 損害 | 撃沈 | 損傷 |
| ゼーフント       | 33   | 4    | 2    | 1    |
| ビーバー、モルヒ | 14   | 6    | –    | –    |
| リンゼ           | 24   | 3    | –    | –    |
| 合計             | 71   | 13   | 2    | 1    |

| 1945年3月:268    |      |      |      |      |
| 種別             | 出撃 | 損害 | 撃沈 | 損傷 |
| ゼーフント       | 29   | 9    | 3    | –    |
| ビーバー、モルヒ | 56   | 42   | 3    | 1    |
| リンゼ           | 66   | 27   | –    | –    |
| 合計             | 151  | 78   | 6    | 1    |

| 1945年4月:272    |      |      |      |      |
| 種別             | 出撃 | 損害 | 撃沈 | 損傷 |
| ゼーフント       | 36   | 12   | 2    | 2    |
| ビーバー、モルヒ | 17   | 9    | 4    | 1    |
| リンゼ           | 66   | 17   | –    | –    |
| 合計             | 119  | 38   | 6    | 3    |

| 出撃数および損害（1945年1月 - 5月）:273 |      |      |                |                  |                  |
| 種別                                    | 出撃 | 損害 | 損失率（概数） | 撃沈             | 損傷             |
| ゼーフント                              | 142  | 35   | 25 %           | 8 （17,301トン） | 3 （18,384トン） |
| ビーバー、モルヒ                        | 102  | 70   | 69 %           | 7 （491トン）    | 2 （15,516トン） |
| リンゼ                                  | 171  | 54   | 32 %           | –                | –                |
| 合計                                    | 415  | 159  | 42 %           | 15（17,792トン） | 5（33,900トン）  |

K戦隊が失敗に終わった理由は多数指摘されている。例えば乗員の練度不足、技術上の問題、天候、物資不足、連合国軍の航空優勢などである。とりわけ1945年2月の戦線崩壊を受けた制空権喪失は、K戦隊の活動に深刻な悪影響を及ぼした。部品の供給も断たれ、活動に備えた最低限度の水準を維持するためには、各部隊で装備の一部を「共食い整備用」（Ausschlachtmodelle）に指定し部品取りを行うほかになかった。1945年1月以降は燃料の割当が削減され、頻繁な作戦展開は不可能となった。この時点で海軍総司令部は海軍全部隊に対し「貯蓄燃料の最大限の節減」、すなわち大部分の艦艇を繋留し活動を停止するようにと命じていた。K戦隊でも演習や定期航行は全て中止され、燃料は戦闘行為のみに割り当てられた。オランダでは海軍総司令部の命令のもと、多少の戦果を期待しうるとして貯蔵燃料全てがゼーフント部隊に割り当てられた。こうした状況下にあっても、少なくとも4月までは多くのK戦隊所属部隊が最低限の作戦遂行能力を有していた。アルベルト・シュペーア軍需相はK戦隊の支援に意欲的で、ゼーフント工場はドイツ政府における最優先の建築計画の1つと位置づけられていた。敗戦直前の段階ではほとんどゼーフント工場のみが独占的に建設されていた。
K戦隊は任務の性質上人員の消耗が激しく、戦争の経過に伴って人材不足が深刻化した。K戦隊では当初から自主志願制を採っていたものの、実際の志願者は常に募集数を下回っていた。ハイエは小型戦闘装備自体の不足や技術的問題についてはあまり懸念を抱いていなかったが、操縦員不足による作戦上の制限を常に心配していた:514:233。ゼーフントの乗員に特殊な操縦資格が必須とされていたことも人材不足の一員である。ミュルヴィク海軍学校やその他の教導部隊では教育期間を大幅に短縮していたが、それでも十分に人材を供給することはできなかった。また、不十分な教育に由来する誤操作に基づいた事故も多発するようになった。
1944年5月から1945年4月にかけてドイツの軍需産業各社が製造した小型戦闘装備は各種あわせて2,676隻になる。これは激しい消耗を見越して大量生産を行ったためであり、各部隊とも小型戦闘装備自体の需要は満たされていた:170。スヘルデ河口や地中海での作戦において、K戦隊は大きな損害を被った。当時、既にドイツ空軍は制空権を喪失しており、K戦隊を十分に援護するだけの戦力を有してはいなかった。このため、多くのK戦隊将兵が連合国軍の空襲によって命を落とした。被害状況に関する報告を受けたヒトラーは空軍総司令官ヘルマン・ゲーリング元帥を個人的に招き、この敗北は港湾での活動を高射砲で十分に保護することができなかった事が原因なのか、またビーバーおよびゼーフントの入港および出発時に人工霧で保護することは可能か否かを尋ねたという。
他の国防軍部隊と異なり、K戦隊では士気の低下や軍紀の崩壊がほとんど見られなかった。これは一般の軍部隊と大幅に異なる体制で運営されていたことや、ハイエや指揮官の1人だったアルブレヒト・ブランディが隊員らに「精鋭特殊部隊」という身分を強調していたことが影響していたとも言われている:26–27。

## 平均損失率
| 出撃数および損害（1945年1月 - 5月）:273 |      |      |        |
| 種別                                    | 出撃 | 損害 | 損失率 |
| ゼーフント                              | 142  | 35   | ≈ 25 % |
| ビーバー、モルヒ                        | 102  | 70   | ≈ 69 % |
| リンゼ                                  | 171  | 54   | ≈ 32 % |
| 合計                                    | 415  | 159  | ≈ 42 % |

戦時中に活動していた他の軍部隊と比較しても、K戦隊の損失率は非常に高い。その原因を推測することは難しいが、1944年および1945年の時点では他の潜水艦戦力でも同様に損失が急増していた。一方、隊員の忠誠心こそを損失率の理由とする主張もある。つまり、K戦隊の一部は自殺部隊（Selbstmordkommandos）と指定されており、当該部隊の隊員らは「"孤立したる闘士"（Einzelkämpfer, コマンド隊員と同義）」として教育を受けていたため、高い損失率を示したとするものである。ただし、こうした主張はしばしば矛盾をはらんでいる。
体当たり攻撃を任務とした空軍のゾンダーコマンド・エルベのように、一般にK戦隊はドイツにおける自殺攻撃（Suizideinsätze）の一例と見られる事が多いが、いわゆる自己犠牲部隊（Selbstopfereinheit）と公的に位置づけられてはいない:5:171。K部隊においては命令のもと死を強制されることはなかった。ただし、空軍の体当たり攻撃と同様、乗員らが任務遂行後安全に離脱するための時間的余裕は極めて限られていた。ハイエは1955年に出版された著書において、「高度に文明化された白色人種たるこれら兵器乗員は、例えば死を選んだ日本人飛行士とは異なり、作戦後の生存および復帰のための本物のチャンスがあったし、なければならなかった」と述べている:505:6:6:8。この点がK戦隊の基本原則の1つであることをハイエは強調した。同書は各隊員が出撃までに必ずや生還の可能性が高いという確信を持つべきであるとしている。ただし、実際に連合国軍に発見・追跡された隊員の中には、捕虜になることよりも「英雄的な死」を選ぶ者も少なくなかった:5。さらにハイエは同書の中で、自己犠牲を良しとする者とそれらを無駄と断ずる者の中間に自らを置き、次のように述べている:108。
我が民族の中にも、犠牲的な死（Opfertod）に志願し、また実施する精神力を持つ者は複数あるかもしれない。しかし私が思うに、文化的国家に育てられた白色人種がそのような行為を行うことはもはや不可能である。世界中のすべての軍隊にしばしば見られるように、突然頭に血が上り自らの命を顧みず戦おうとする勇敢な男は何千人もいた。しかし、犠牲的な死というものは、数時間前、せいぜい数日前に思い立って実施されるもので、我が民族が採りうる戦法として確立されたことはほとんどない。人にそうした行いをさせるほどの宗教的狂信を欧州人は持たない。人々はもはや自らの生死に関連し原始的軽蔑を抱かない。
ハイエの一見して人種差別的な見解は海軍総司令部の要請を受けて特に強調されたもので、この原則のもと小型戦闘装備の開発に当たっては装備自体が再使用可能であるか、少なくとも隊員が攻撃の後に脱出して再度戦闘に復帰できる可能性があることが求められた。唯一の例外は使い捨てを想定して設計されたリンゼ特攻艇である。乗組員は衝突直前に脱出し、以後は無人ないし遠隔操縦で誘導することとされていた。人間魚雷ビーバー、モルヒ、ヘヒト、ゼーフントには炸薬や信管が搭載されておらず、日本製の回天のような体当たり攻撃に用いることはできなかった。人員の不足:223や訓練コストの増加:514も、隊員の消費を加速させる自殺戦法に対する反発を招いた。訓練担当者らも自己犠牲を求めなかった。ヨハン＝オットー・クリークは訓練生に対し、帰国が不可能と判断した場合は艇を自沈させた上で付近の船舶に助けを求めるように指導しており、自己犠牲は無意味であって、例え捕虜としてであっても生存することが重要であると述べている:58。
一方、こうした指導部の見解や声明は必ずしも実態に則さないと考える関係者もある。例えば、1944年8月の海軍戦争指導部日誌では、「ウィンケルリート」（Winkelried）、「カミカゼ」（Kamikaze）、「殉教者」（Opfergänger）、「犠牲的戦闘員」（Opferkämpfer）、「総力出撃」（Totaleinsatz, 自殺任務の婉曲的な表現）、「シュトルムヴィーキンガー」（Sturmwikinger, 特攻艇を指す語）といった自己犠牲的任務を示唆する用語が多用されている。こうした用語は、兵士が上官ないし司令部の命令を受け入れた上で、あるいは自発的に実施した自己犠牲攻撃の成功を表すために用いられた。「ウィンケルリート」は、「任務の最中に指導者、民族、祖国のために自らを犠牲にした」とされるスイスの国民的英雄アーノルト・ウィンケルリートに因んだもので、自己犠牲攻撃のために戦死した兵士に捧げられる称号として用いられた。最初にこの語が用いられたのは、第361K艇団（K-Flottille 361）に所属する10人の若者に対してである。彼らは航続距離や帰還可能性を顧みずに全ての重要目標の破壊を任務としており、出撃前からウィンケルリートの称号が冠されていた。結局、10人のうち生還した者はいなかった:509。当時、K戦隊西部幕僚部総監（Chef des Kommandostabes West der K-Verbänd）を務めていたフリードリヒ・ベーメ（Friedrich Böhme）は、「彼らの自己犠牲精神はウィンケルリートと称するに値する」と述べている。海軍官報（Marine-Verordnungsblatt）に掲載されたデーニッツの署名付き戦死公報では、「彼らの精神は、全海軍将兵の模範であるとともに、任務遂行の意志を強く鼓舞することとなる」（... Der Geist, der aus diesen Männern spricht, soll für jeden Soldaten der Kriegsmarine Beispiel und Ansporn zur höchsten Pflichterfüllung sein.）と述べられている。
1944年8月3日に実施された奨励演説（AnfeuerungsspruchあるいはAnfeuerungs-FT）において、ハイエはネガーおよびマーダーの乗員を募集するにあたって、「祖国最前線を巡る激戦におけるウィンケルリート」を求めると述べている。隊員らがこうした指導部の姿勢に影響を受け、自己犠牲の意思を固めたか否かは定かではない。関係者は戦後もこの点について証言しなかった:520。また、自己犠牲を強調した表現で隊員募集が行われたのは人間魚雷のみで、ビーバーやゼーフントの乗員に向けては行われなかった。
1945年1月18日、デーニッツがヒトラーに対して行った状況報告において、特攻艇を指す「シュトルムヴィーキンガー」（Sturmwikinger）なる表現が初めて用いられた。デーニッツは「遠距離の目標に対して、K戦隊は『シュトルムヴィーキンガー』を用いることでのみ対抗できる」と述べた。
戦後の尋問において、デーニッツはK戦隊が当初から「消耗品」（Verbrauch）として捉えられていたと語った。すなわち、安価に製造され、交換も容易であると考えられていたのである。ハイエは1955年の著書において、理想的な"孤立したる闘士"とは、上官の命令がなくとも自らの判断において活動する者であると述べている:8 Pt.3。イギリスによる戦後の報告書では、K戦隊における自己犠牲が非常に多かったことが示唆されているものの、実際の割合は不明であり、いずれの小型戦闘装備の設計にもそうしたアイデアは反映されていない。デーニッツの証言も同様である。K戦隊が大きな損害を被った原因が、隊員の自己犠牲的判断によるものか、装備が不十分なものであったため、あるいは戦況が劣勢であったためかは定かではなく、むしろこれら3つの要因が複合した結果と考えられている。

## 評価

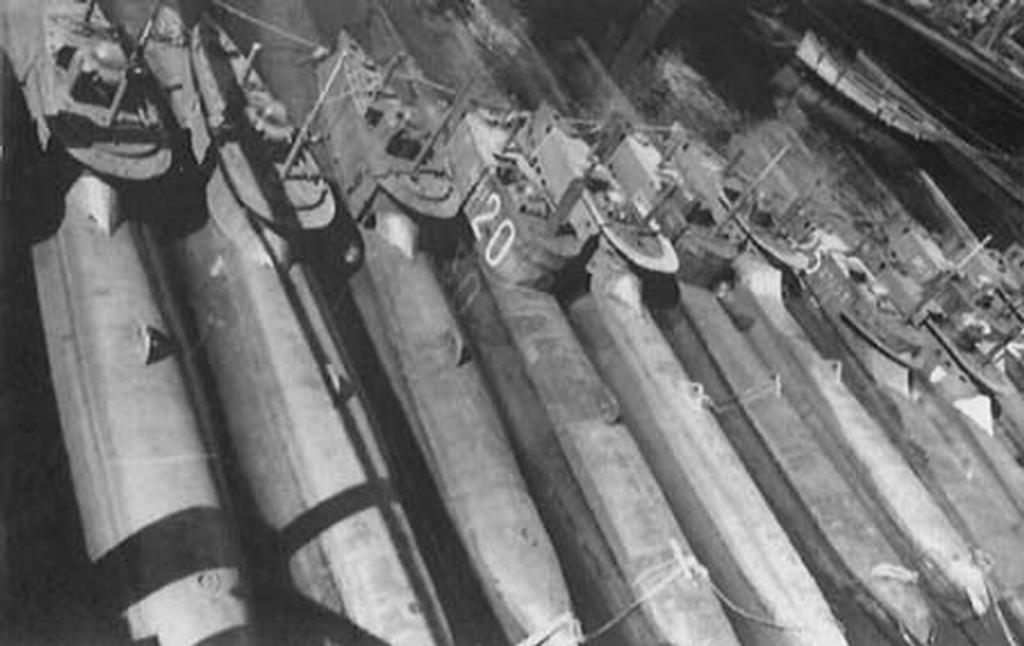
敗戦後、連合国軍によって鹵獲された製造直後のゼーフント

K戦隊は、イギリス海峡や地中海で活動する連合国側船舶からは脅威とみなされていなかった。K戦隊の活動が小規模で、また任務を遂行する戦力も不足していたためである。期待された役割を果たしたのは、フロッグマン部隊を含む特務コマンドのみだった。ドイツ海軍において小型戦闘部隊という概念が失敗に終わった原因は多岐にわたる。
当初、海軍総司令部はK戦隊を防御的な戦力と位置づけていたが:505:16、イタリアやノルマンディーでの実戦を経て、一般の潜水艦やSボート、魚雷艇などと同様に攻撃的任務へと投入される機会が増加していった:346。しかし、航続距離や武装が不十分なため、K戦隊が保有する機材を用いてこうした任務を遂行することはほぼ不可能であった:Kritische Bewertung der K-Mittel。海軍史研究者のヴェルナー・ラーン（Werner Rahn）は、小型戦闘装備を用いた活動は事実上軍事的に無価値であったと指摘した。戦後、ハイエはあらゆる種類の小型戦闘装備について、せいぜい通常の海軍戦力の活動を補完することはできようが、それらを置き換えることはありえないと述べた:6。小型戦闘装備が実現し得たのは、強力な敵艦隊の撹乱・足止め程度であった:16 Pt.1。
敵に対する心理的影響も極めて限られていた。小型戦闘装備は「秘密兵器」（Wunderwaffen）ではなく、例えばタイガー重戦車の登場がアメリカ軍戦車兵に与えたような類のショックも生じなかった。1942年から1943年にかけての地中海における戦闘で、イギリス軍がイタリア軍の同種部隊デチマ・マスと既に交戦していたためである。その際の戦訓から、連合国軍は護衛の増強、警戒強化、弾幕射撃など、あらゆる小型戦闘装備への対策を確立していた。連合国軍はK戦隊と遭遇したとしても、混乱せず速やかに撃破を図った。ゼーフントやビーバーは戦闘機からの機銃掃射によって破壊されることが多かった。1944年8月の時点で、ハイエは「奇襲効果およびそれによる作戦の成功は、可能な限り多種多様な装備を以って敵を攻撃する手法に大いに依存する」と述べ:53、敵がある装備を熟知し対策を確立した時点で、重要な奇襲効果は失われるので、速やかに別の装備へと更新する必要があるとした。これにより敵は常に新たな小型戦闘装備への適応・対策を強いられることとなり、ドイツ側の目標達成が容易になるとしたのである:273。しかし、製造を担当する産業界においてはハイエの構想が実現不可能であるか、または実現する必要はないと見なされた。小型戦闘装備の設計案自体は多数存在したにもかかわらず、結局は装備の大量調達が重視され、標準的なモデルの集中的な生産のみに注力されることとなる。連合国軍はK戦隊の性質を熟知しており、十分適切な対策を取ることができた:65。一方、アメリカのドワイト・D・アイゼンハワー将軍は次のように述べた:168:
もしドイツ人があと半年早くこれらの装備を投入していたならば、我々のヨーロッパ侵攻は非常に困難となり、あるいは不可能と判断されたかもしれない。
イギリスがブレッチリー・パークにてエニグマ暗号の解読に成功していたことも、K戦隊の活動を困難なものにした。K戦隊ではアイヒェンドルフ暗号（Eichendorf-Code）として知られる暗号を用いており、イギリス海軍本部ではボニート（Bonito）のコードネームで識別していた。しかし、イギリス側ではK戦隊に関する暗号通信の解読に2日間から長くて14日間を必要としたため、作戦上の優位性を得ることは稀であった。また、活動中のK戦隊員らは無線封鎖を行うか、通信をする場合でも任務に関する仔細には決して触れなかった。そのため、連合国側では一般的なSUB SUB SUB（潜水艦による攻撃下にあり）の警報のみを用いた:104:186。
結論として、K戦隊は攻撃的任務への投入を急ぎすぎた上、ゼーフントのように潜在的な有用性を認めうる装備の配備が遅れ、故に戦況を覆すほどの活動を実現できなかったと言うことができる。唯一の功績と言えるのは、連合国軍の戦力分断・撹乱である。例えばスヘルデ川河口では、ドイツ側の小型戦闘装備を捜索するべく、連合国軍は船舶500隻、航空機1,500機の投入を強いられている:94。そのため、1944年にデーニッツが予測したように、船舶を撃沈することは滅多になかったが、捜索を強いて船舶や航空機を釘付けにすることには成功していた:273。大戦末期に開発中だった各種小型戦闘装備の実戦投入が行われていたとすれば、旧式装備に見られた多くの欠点が改善されるであろうから、ある程度有効な海上戦が行えた可能性があるものの、その場合でも戦況を左右したかという点については疑問が残る:169:347–348。

## ヨーロッパ外での作戦計画
大戦末期、全ての前線で敗北を重ねているにもかかわらず、あるいはそれ故に、ドイツ海軍ではアメリカ爆撃機計画と同種の現実離れした戦争計画を立案するようになり、ヨーロッパを超えた全世界規模での攻撃・作戦展開の可能性を模索し始めた:168。新式ヴァルター機関の発明など、技術の進歩も海軍の姿勢に影響を及ぼしていた可能性がある。配備された小型戦闘装備の改良も続けられ、とりわけビーバーII、ビーバーIII、ゼーフントIIの考案は、純粋に技術的に言えば、K戦隊の作戦行動範囲を大きく拡大することに繋がるはずだった:101。
連合国軍によるノルマンディー上陸の後、ドイツ側の情報機関は、冥王星作戦の際に英仏軍が敷設した海底石油パイプラインへの破壊工作を計画した。計画では、フックを海底に垂らしたK戦隊所属の人間魚雷が当該海域を航行することでパイプラインを見つけ出すこととされた。当初はこれをニポライト爆薬によって破壊することとされていたが、まもなくして撤回され、ダイバーが腐食性の薬品をパイプ内に混入する作戦に改められた。この無色透明な薬品の混入した燃料を使用すると、エンジンが始動時に損傷するのである。理想的には数千台もの連合国軍車両に影響を及ぼすとされた:167:203。
K戦隊の自己犠牲的な投入を前提とした作戦案としては、スエズ運河に対するビーバー1隻での攻撃計画もあった。ビーバーはBV 222飛行艇によって当該海域近くまで運搬された後、通過を試みる大型商船を雷撃し、以て運河を封鎖することとされ、生還の可能性は皆無とされていた。商船の残骸により、補給物資を運ぶ連合国軍輸送船の通過が数週間ほど妨げられ、イタリア戦線のドイツ軍に余裕が生まれることが期待された。しかし、投入予定だったBV 222飛行艇のエンジンが、工場での最終チェックを受けている最中に爆撃によって破壊されたため、海軍総司令部はやむを得ず作戦を中止した:93:168。
そのほか、ニューヨーク沖に8人から10人程度のフロッグマンを派遣し、機雷によって湾内の船舶を撃沈ないし損傷させる攻撃計画、パナマ運河の水門破壊計画、Go 242グライダーによるスカパ・フローへのリンゼ特攻艇の投下計画なども立案されていた。世界中のあらゆる国への攻撃が可能であるべきだとされていた。1945年1月下旬、特命を帯びた戦闘漁船KfK 203号が、ノルウェー船に偽装した上でハーシュタを出発し、ペルシア湾へと向かった。KfK 203にはK戦隊所属のフロッグマン12人が乗り込んでいた。数週間後、KfK 203はアフリカ西海岸から海軍総司令部へとクルツジグナールによる通信を行ったものの、まもなくして消息を絶った:169:205。
1945年4月中旬、デーニッツに与えられた最後の指令は、ヒトラーの護衛班を編成せよというもので、この際にK戦隊員からの選抜が行われた。当時、ヒトラーは長らく護衛を担当してきたSSライプシュタンダーテへの信頼を失っていた。4月27日、ベルリンへと派遣するべく、選びぬかれたK戦隊員30人がレリク飛行場に集結した。しかし、Ju 52輸送機のうち1機を用いて行われた先行偵察により、既にベルリンに着陸可能な滑走路がないことが明らかになった。ブランデンブルク門前の東西大通り（Ost-West-Achse）には辛うじて着陸が行えるようにも思われたが、ソ連邦赤軍による猛烈な対空砲火を受け、Ju 52は撤退を余儀なくされた。4月28日、改めて偵察が行われていたが、既に多数の砲弾穴があることから、着陸は不可能とされた。4月29日、落下傘による降下が計画されたものの、炎上する市街地から立ち上る黒煙で視界が遮られており、降下不可能と判断された。派遣はさらに1日延期されたものの、4月30日にはヒトラーの自殺により護衛班も不要となり、全ての計画が取り消された:170:206。

## その後
1945年5月8日にドイツ国防軍が無条件降伏した後、5月中頃までにイギリス軍やソ連邦赤軍が大量のゼーフントを回収した。フランス海軍も少なくとも4隻のゼーフントを入手した上、K部隊の開発部門が保有した設計図を全て回収している。イギリス側からドイツ製小型戦闘装備の有用性を伝えられたアメリカ海軍は、アメリカ近海でのデモンストレーションを手配した。5月末、K戦隊出身の元ゼーフント乗員7人がフロリダへと向かった。6月中旬、フォートローダーデールにて、アメリカ海軍幹部らに対するビーバー、モルヒ、ハイ、ゼーフントそれぞれ1隻ずつを用いた展示が行われた。この際、デチマ・マスの元隊員5人により、突撃艇やSLCのデモンストレーションも行われた。一連の展示の後、ゼーフントは砲撃演習の標的としてフロリダ沖にて撃沈された:344。それ以外の小型戦闘装備の処分や他連合国による利用などについては不明である。1946年8月26日、ドイツ国防軍が正式に解体され、残されていたK戦隊の各編成も消滅した。K戦隊の基本的な概念は、多少の修正を加えた上で、ドイツ連邦海軍（西ドイツ海軍）と人民海軍（東ドイツ海軍）の双方に引き継がれた。西ドイツ海軍では202型潜水艦を始めとする小型潜水艦が多数採用され、フロッグマン部隊や水中工作部隊（Waffentaucher）が編成された:173。東ドイツ海軍では国家人民軍フロッグマン部隊（Kampfschwimmer der NVA）が設置されていたほか、第6艦隊はワルシャワ条約機構軍において攻撃的任務に従事する高速艇部隊と位置づけられていた。同艦隊が運用したイルティス級魚雷艇やフォレレ級魚雷艇は、小型戦闘装備の概念に合致するものだった:181–182。